# White Chicks
White Chicks is een Amerikaanse komediefilm uit 2004, geregisseerd door Keenen Ivory Wayans die eveneens het script schreef. De hoofdrollen zijn voor twee van zijn broers, Shawn en Marlon Wayans.
De film bracht totaal 113 miljoen Amerikaanse dollar op, waarvan 69 miljoen dollar in de Verenigde Staten. Toch kreeg White Chicks veel slechte kritieken en werd het genomineerd voor vijf Golden Raspberry Awards. Criticus en columnist Richard Roeper plaatste de film zelfs op nummer 1 in de lijst van slechtste films.

## Verhaal
Twee FBI-agenten verknallen een grote drugsvangst, maar hebben een idee om hun baas alsnog te imponeren. Hiervoor besluiten ze de bescherming van de Wilson-zusjes op zich te nemen (erfgenames van een groot hotel-imperium) aangezien ze een tip hebben dat zij ontvoerd zullen worden. Echter, ze zijn  door een knullige fout noodgedwongen om een 
onorthodoxe manier in te zetten: ze vermommen zich als de zusjes Wilson.

## Rolverdeling
| Acteur             | Personage                  |
| ------------------ | -------------------------- |
| Hoofdrollen        |                            |
| Shawn Wayans       | Kevin Copeland             |
| Marlon Wayans      | Marcus Copeland            |
| Bijrollen          |                            |
| Jaime King         | Heather Vandergeld         |
| Brittany Daniel    | Megan Vandergeld           |
| Busy Philipps      | Karen                      |
| Jennifer Carpenter | Lisa                       |
| Jessica Cauffiel   | Tori                       |
| Terry Crews        | Latrell Spencer            |
| John Heard         | Warren Vandergeld          |
| Maitland Ward      | Brittany Wilson            |
| Anne Dudek         | Tiffany Wilson             |
| Frankie Faison     | Sectie Chef Elliott Gordon |
| Lochlyn Munro      | Agent Jake Harper          |

## Prijzen en nominaties
White Chicks won in totaal 2 prijzen en werd 8 keer genomineerd.
- BET Comedy Award: Beste regisseur van een Box Office film
- BET Comedy Award: Beste schrijvers van een Box Office film

Positieve nominaties:
- Nominatie BET Comedy Award: Beste Box Office film
- Nominatie BET Comedy Award: Beste acteur Marlon Wayans
- Nominatie Teen Choice Award: Beste filmkeuze van de zomer

Negatieve nominaties:
- Nominatie Golden Raspberry Award: Slechtste film
- Nominatie Golden Raspberry Award: Slechtste actrice(s) (Shawn en Marlon Wayans verkleed als vrouw)
- Nominatie Golden Raspberry Award: Slechtste filmkoppel (Shawn en Marlon Wayans, zowel als man als vrouw)
- Nominatie Golden Raspberry Award: Slechtste regisseur (Keenen Ivory Wayans)
- Nominatie Golden Raspberry Award: Slechtste scenario (Keenen Ivory en Shawn en Marlon Wayans)

## Trivia
- De zussen Brittany en Tiffany Wilson zijn een parodie op Paris en Nicky Hilton.